# Henri Saint Cyr
Henri Saint Cyr (Estocolmo, 15 de março de 1902 - 27 de julho de 1979) foi um adestrador sueco, tetra-campeão olímpico. 

## Carreira
Henri Saint Cyr representou seu país nos Jogos Olímpicos de 1936, 1948, 1952, 1956 e 1960, na qual conquistou a medalha de ouro no adestramento por equipes e individual tanto, em 1952 e 1956. 